# Tracy Yomy
Tracy Maria Zaguile Yomy, née le 6 janvier 1995, est une joueuse ivoirienne de basket-ball évoluant au poste d'arrière.

## Carrière
Elle participe au Championnat d'Afrique féminin de basket-ball 2019 avec l'équipe de Côte d'Ivoire, terminant à la huitième place.
Elle évolue en club au Basket Club la Tronche Meylan en Ligue 2 en France.